# Португалія на літніх Олімпійських іграх 1924
Португалія брала участь у Літніх Олімпійських Іграх 1924 року у Парижі (Франція) утретє за свою історію, і завоювала одну бронзову медаль.

## Бронза
- Кінний спорт, чоловіки — António Borges, Hélder de Souza, José Mouzinho.